# ألان كارنى
ألان كارنى (بالإنجليزية: Alan Carney) هو ممثل أمريكي، ولد في 22 ديسمبر 1909 ببروكلين في الولايات المتحدة، وتوفي في 2 مايو 1973 بفان نويس في الولايات المتحدة بسبب نوبة قلبية.

## وصلات خارجية
- ألان كارنى على موقع IMDb (الإنجليزية)
- ألان كارنى على موقع قاعدة بيانات برودواي على الإنترنت (الإنجليزية)
- ألان كارنى على موقع إن إن دي بي (الإنجليزية)
- ألان كارنى على موقع قاعدة بيانات الفيلم (الإنجليزية)